# Plastic Memories
Plastic Memories (яп. プラスティック・メモリーズ, укр. Пластикові спогади) — японська серія аніме від режисера Йошіюкі Фуджівара, студії Doga Kobo. Історія написана Наотака Хаяші, який також написав сценарій до аніме, разом з дизайнером персонажів Окіюрою. Прем'єрний показ відбувся в Японії 5 квітня 2015 року.

## Сюжет
Дія серіалу розгортається в майбутньому, коли компанія SAI Comp. сконструювала ґіфтій — новий вид андроїдів, які практично нічим не відрізняються від людей, котрі швидко розповсюдилися на цілий світ. Ґіфтії абсолютно точно копіювали усі найскладніші риси характеру та емоцій людини. Проте ґіфтії не ідеальні й мають свій термін служби, у зв'язку з чим створюється окремий відділ термінального обслуговування, котрий займається відновленням андроїдів, що вийшли з ладу.

Цукаса, не складати іспит через хворобу, і йому допомагають влаштуватися в один з таких відділів, де він працюватиме з ґіфтією на ім'я Айла для допомоги іншим андроїдам. Вони досить швидко знаходять спільну мову, і здавалося б, між ними з'явилося дещо більше, ніж просто партнерство, але як будуть розвиватися події, коли Цукаса дізнається, що в Айли залишилося не так вже й багато часу.

## Медіа

### Манґа

#### Список томів
| № | Дата виходу       | ISBN                   |
| - | ----------------- | ---------------------- |
| 1 | 27 квітня 2015    | ISBN 978-4-04-865084-7 |
| 2 | 27 листопада 2015 | ISBN 978-4-04-865529-3 |
| 3 | 27 вересня 2016   | ISBN 978-4-04-892167-1 |